# Argentina nos Jogos Olímpicos de Verão de 1988
A Argentina participou dos Jogos Olímpicos de Verão de 1988 em Seul, na Coreia do Sul. Conquistou nenhuma medalha de ouro, uma medalha de prata e uma de bronze, somando duas no total. Ficou na trigésima quinta posição no ranking geral.